# Tiglatpileser I
Tiglatpileser I o Tiglat Falazar I (in accadico: Tukultī-apil-Ešarra, traducibile in "la mia fiducia è nell'erede dell'Ešarra") (fl. XI secolo a.C.) fu tra i principali re di Assiria.
Nel 1114 a.C. attraversò l'Eufrate conquistò Karkemish, sconfisse i Mushki (i Meshech dell'Antico Testamento) e quello che restava degli Ittiti arrivando fino al lago di Van.
Il suo esercito inoltre avanzò verso il Mediterraneo, assoggettando la Fenicia, e marciò due volte su Babilonia, dove la dinastia dei Cassiti era stata sconfitta dagli Elamiti. In seguito assunse il vecchio titolo di "Re di Sumer e Accad", sebbene non fosse mai riuscito a deporre il re babilonese in carica.